# Perseo liberando a Andrómeda (Rubens)
Perseo liberando a Andrómeda es una pintura del artista Peter Paul Rubens, realizada en 1607. Se conserva en la Gemäldegalerie de Berlín, Alemania.
La pintura perteneció a la colección de M. Pasquier, de Rouen, y fue subastada en 1755 en París. En el siglo XVIII entró a formar parte de la colección de Federico II de Prusia y en 1830, se convirtió en parte de la colección del museo berlinés.
La escena es similar a otro Perseo libera a Andrómeda de Rubens actualmente en el Museo del Hermitage de San Petersburgo. Representa a Perseo, el héroe de la mitología griega, en el acto de la liberación de Andrómeda, tras derrotar al monstruo marino que la mantenía prisionera.
Perseo, que lleva casco, coraza y manto, está acompañado por dos amorcillos, y uno de ellos le está ayudando a desatar las cuerdas que sujetan a Andrómeda en la roca. A la izquierda, dos amorcillos están jugando con Pegaso, el caballo alado de Perseo.
Rubens inició otro cuadro sobre el mismo tema que, al fallecer, acabó Jacob Jordaens y conserva el Museo del Prado.